# Wo die Erde bebt
Wo die Erde bebt (Originaltitel: Earthquake Bird) ist ein Mysteryfilm des amerikanischen Regisseurs Wash Westmoreland aus dem Jahr 2019. Der Film basiert auf dem gleichnamigen Roman von Susanna Jones. Der Film feierte seine Weltpremiere am 10. Oktober 2019 auf dem London Film Festival, bevor er am 15. November 2019 weltweit auf Netflix veröffentlicht wurde.

## Handlung
Im Tokio der 1980er wird eine rätselhafte Expatriatin des Mordes ihrer Freundin verdächtigt. Sie befand sich in einer Dreiecksbeziehung mit dem Fotografen Teiji.

## Rezeption
Fionnuala Halligan von Screen Daily bewertet den Film insgesamt positiv und bezeichnet ihn als visuell authentisch durch die Arbeit des Szenendesigners Yohei Taneda und der Kameraführung von Chung Chong-hoon. Alicia Vikander kümmere sich dann um die Action und liefere eine gute Leistung. Die Musik von Atticus und Leopold Ross fange das Genre und die Zeit gut ein und sorge für Freude. Dadurch erinnere Halligan der Film an Eine verhängnisvolle Affäre und Weiblich, ledig, jung sucht …. Stephen Dalton vom Hollywood Reporter betrachtet den Earthquake Bird deutlich kritischer. Der Film habe zwar alles, was ein Toptitel ausmache, die Umsetzung sei aber zu schwach, viele Handlungselemente wirkten zu vertraut und unglaubwürdig. Es gäbe nur wenig Spannung und Überraschungen. Die Hauptdarsteller wirkten in ihren Beziehungen leidenschaftslos. Doch wie Halligan lobt auch er die Musik und Kameraführung. Auch Vikander wird gewürdigt, da sie einer ausdruckslos geschriebenen und unsympathischen Figur Leben verleiht und durch ihr Japanisch überzeuge.